# マンダル語
マンダル語（マンダルご、英: Mandar language）はオーストロネシア語族に属する言語である。話者はインドネシアの西スラウェシ州に居住するマンダル人の人々である。

## 言語名別称
- Andian
- Mandharsche
- Manjar

## 方言
- Balanipa (Napo-Tinambung)
- Majene
- Malunda
- Pamboang
- Sendana (Cenrana, Tjendana)